# Lophodermium orbiculare
Lophodermium orbiculare är en svampart som först beskrevs av Christian Gottfried Ehrenberg, och fick sitt nu gällande namn av Pier Andrea Saccardo 1883. Lophodermium orbiculare ingår i släktet Lophodermium och familjen Rhytismataceae.   Inga underarter finns listade i Catalogue of Life.